# 오아희
오아희{본명: 오민지, 1990년 1월 20일 ~ }는 대한민국의 레이싱 모델이다.
레이싱 모델로 활동하다가, 2016년 걸그룹 PPL 멤버로 활동 중이다.

## 학력
- 용남고등학교 2008년 2월 졸업
- 공주영상대학

## 경력

### 에이빙모델 경력
- 2019년 - 서울모터쇼 포르쉐 부스 인포메이션 모델
- 2011년 - 서울오토살롱 미스디카 포즈모델

### 레이싱모델 경력
- 2019년 - CJ대한통운 슈퍼레이스 챔피언쉽 본부팀 전속모델
- 2018년 - CJ대한통운 슈퍼레이스 챔피언쉽 본부팀 전속모델
- 2017년 - CJ대한통운 슈퍼레이스 챔피언쉽 본부팀 전속모델
- 2013년 - 코리아스쿠터레이스챔피언십 모델
- 2013년 - 코리아스피드페스티벌 모델
- 2013년 - 록타이트-HK
- 2013년 - 아시안 르망 24 포르쉐팀 모델
- 2013년 - F1 코리아 그랑프리 모델

## 수상
- 2014년 - 제3회 한국 레이싱모델 어워즈 올해의 모터스포츠 우수모델상